# Aurèle Nicolet
Aurèle Nicolet, celým jménem Georges Aurèle Nicolet (22. ledna 1926 Neuchâtel – 29. ledna 2016 Freiburg im Breisgau), byl švýcarský flétnista.

## Život
Studoval na konzervatoři v Curychu u André Jauneta (flétna) a Willyho Burkharda (teorie a skladba), poté v letech 1945 až 1947 na pařížské konzervatoři u Marcela Moyseho a Yvonne Drappierové. V roce 1947 získal na této konzervatoři první cenu a v roce 1948 se zúčastnil Concours International de Genève. Od roku 1945 do roku 1947 hrál v Tonhalle-Orchester Zürich a od roku 1948 do roku 1950 jako sólový flétnista v Musikkollegium Winterthur. V roce 1950 jej Wilhelm Furtwängler přivedl do Berlínské filharmonie jako sólového flétnistu, kde zůstal až do roku 1959.
V letech 1952 až 1965 byl profesorem na Berlínské univerzitě umění. Během této doby také vyučoval flétnu a komorní hru na letních kurzech salcburského Mozartea. V letech 1965 až 1981 byl profesorem na Hochschule für Musik Freiburg. V těchto letech také často hrál s Mnichovským Bachovým orchestrem pod vedením Karla Richtera.
Od roku 1967 byl ženatý s Christiane Nicoletovou, flétnistkou a hudební producentkou švýcarského rádia SRF 2 Kultur.
V roce 1963 byl oceněn cenou německých kritiků. Objevuje se jako postava v knize Mein Jahrhundert (kapitola 1963) Güntera Grasse, s nímž v roce 1966 provedl ve Starém kostele v Boswilu speciálně složené skladby pro mluvený hlas a flétnu.